# Föhr

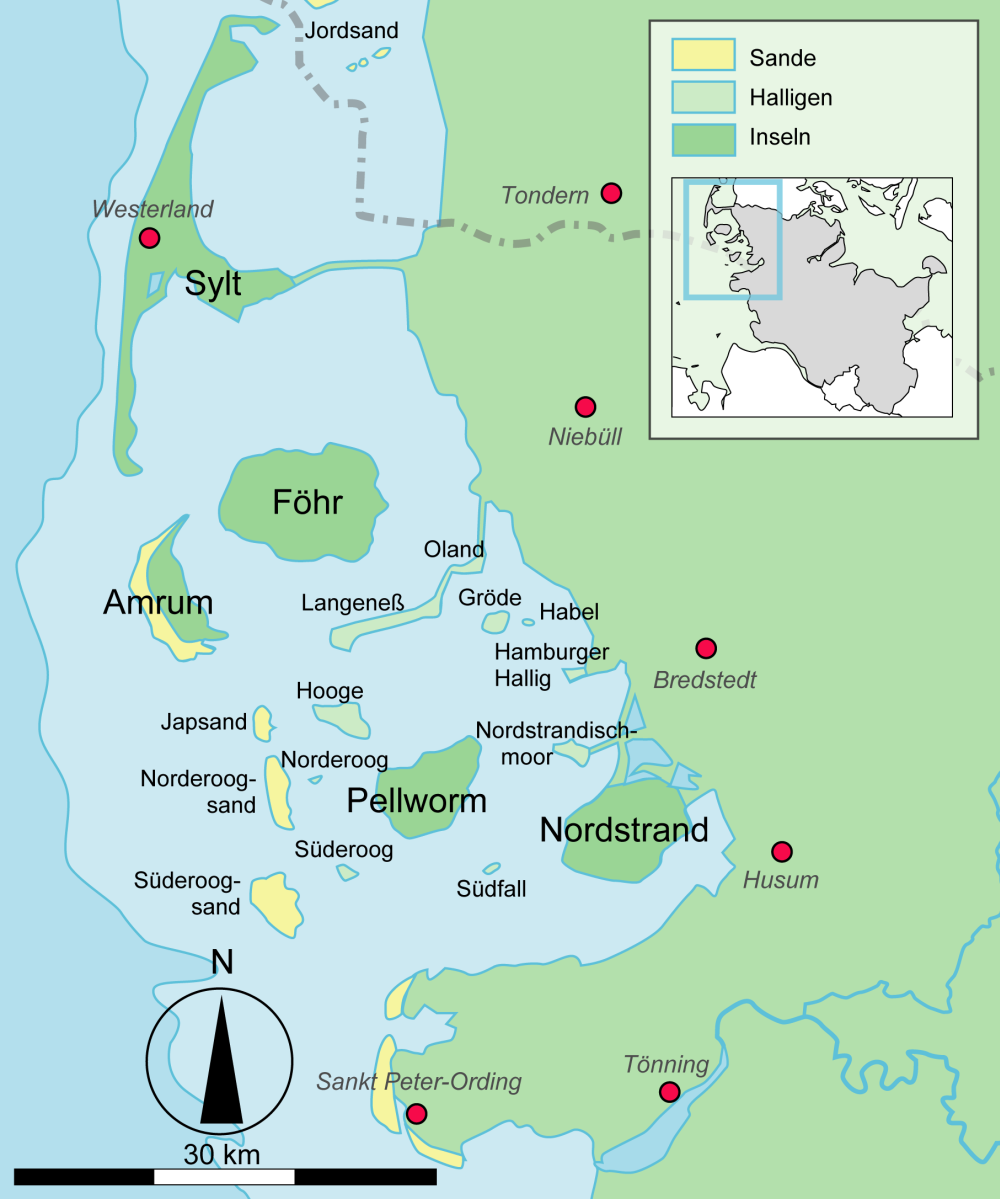
Ubicació de Föhr a Alemanya

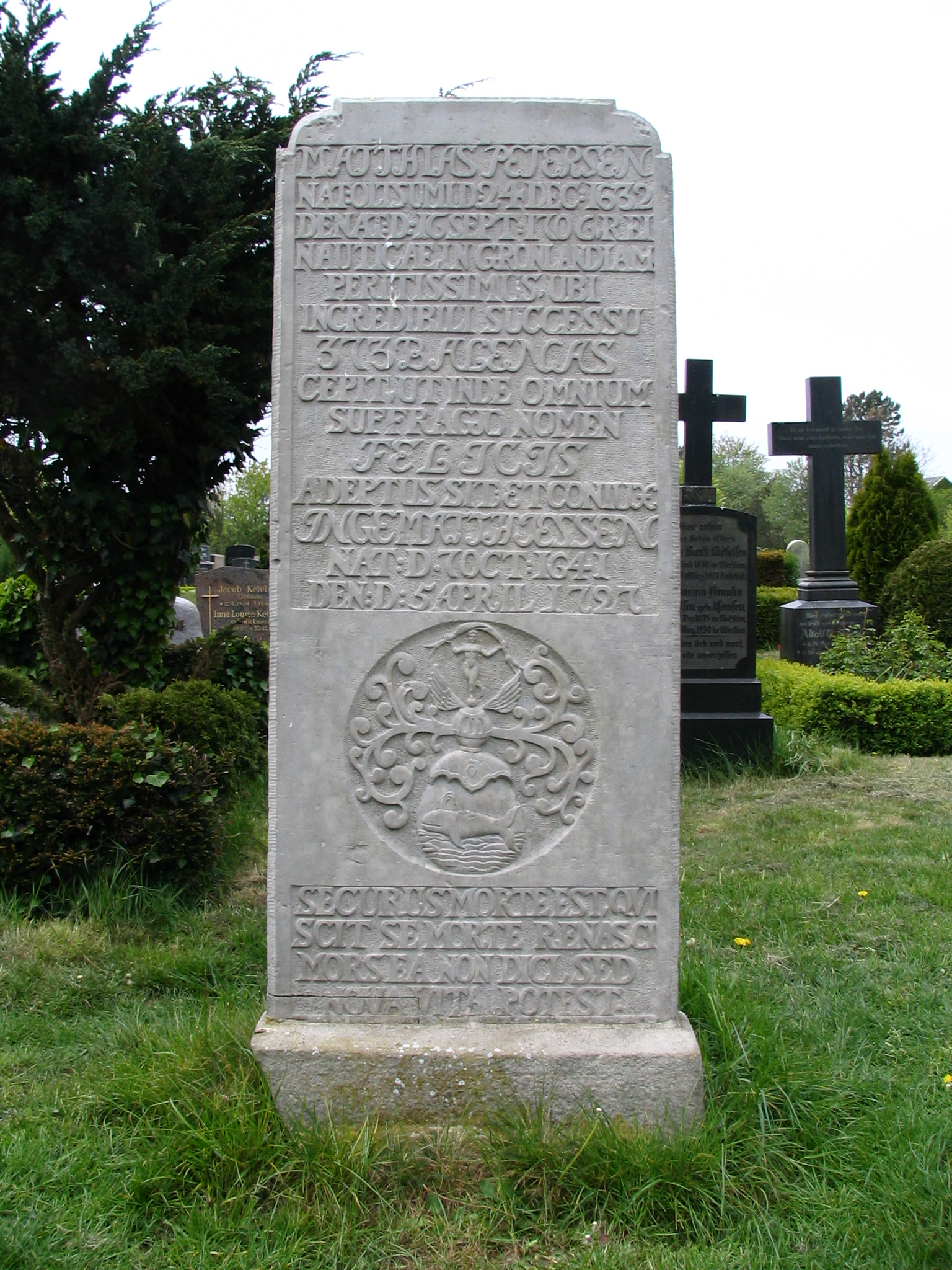
tomba del balener Matthias Petersen

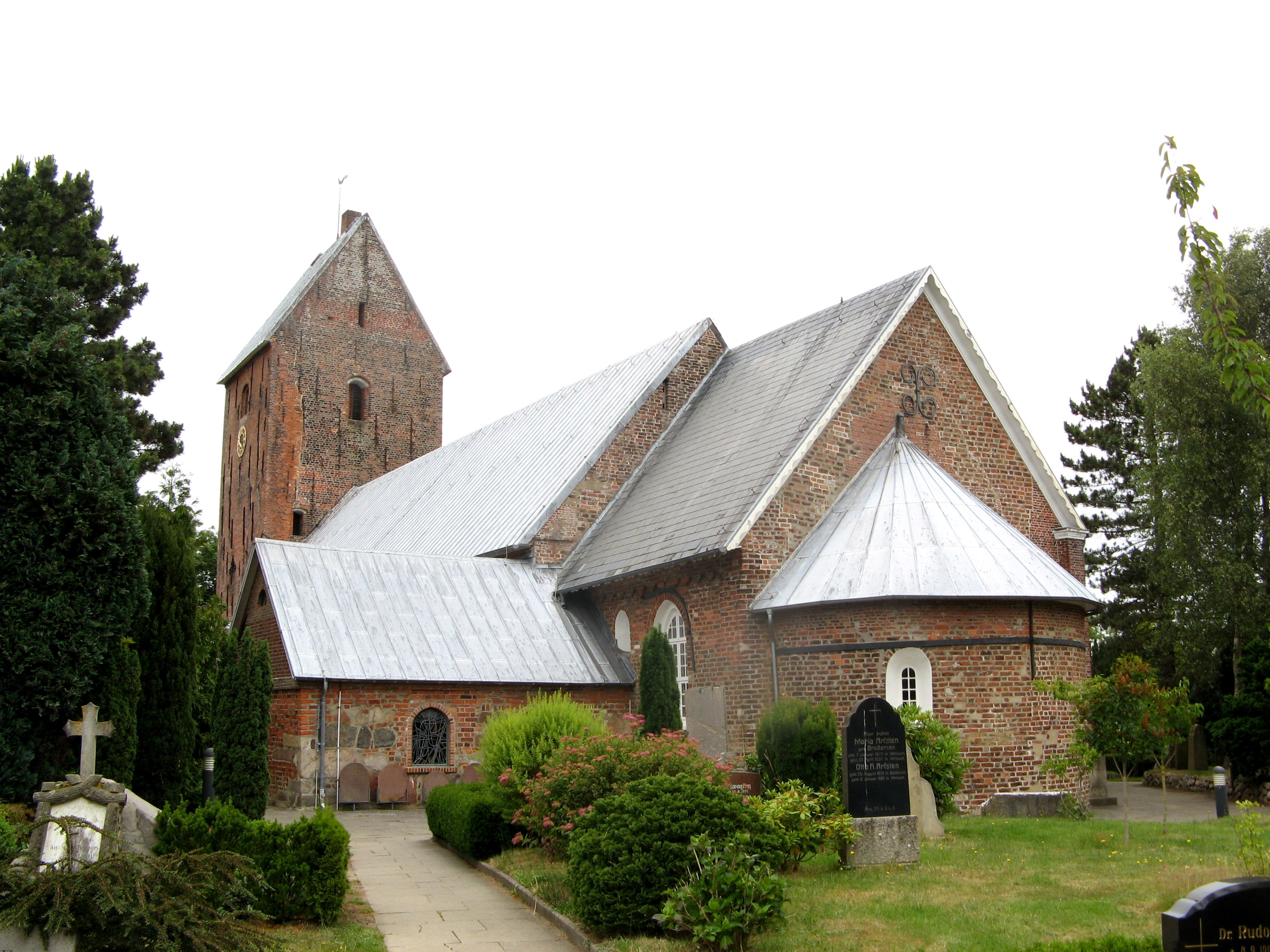
St Nicolai

Föhr (alemany: Föhr, danès: Før, frisó Fering, frisó septentrional: Feer) és la segona més gran de les Illes Frisones d'Alemanya. Es troba al districte de Nordfriesland, a l'estat de Slesvig-Holstein, al nord d'Alemanya. Té una extensió de 82,82 km² i una població de 8.593 el 2008, amb una densitat de 104 h/km².

## Geografia
Föhr està situada al sud-est de Sylt i és la segona illa del mar del Nord d'Alemanya. Entre les illes alemanyes, que només són accessibles per vaixell o avió, Föhr és la més poblada i té la major superfície.
Föhr és anomenada "L'illa Verda", a causa d'estar protegida de les tempestes del Mar del Nord per les veïnes illes Sylt i Amrum, de manera que la vegetació de Föhr està prosperant en comparació amb la de les altres illes. Té 6,8 quilòmetres d'ample i 12 km de longitud, la superfície és de 82,82 km². La zona septentrional és pantanosa. L'elevació més alta és de 13 metres sobre el nivell mitjà del mar i està situada entre els pobles de Nieblum i Midlum. A les zones pantanoses només s'hi pot trobar un nombre de granges aïllades, que va sortir de la vila durant la dècada de 1960.
Fins a les inundacions de la Grote Mandrenke, Föhr no havia estat una illa sinó part del continent, i està connectada amb el mar per profunds canals de marea.
Föhr, com les seves illes veïnes, és un popular destí turístic Des de la terminal de ferry d'una platja de sorra d'uns 15 km de longitud s'estén al llarg de la costa sud de Föhr i fins a la costa occidental. La part nord i nord-oest de Föhr pertany a l'Àrea Reservada I de l'Slesvig-Holstein, al Parc Nacional de Mar de Wadden.

## Població
Föhr té una població de 8.593 (fins al 17 de juliol de 2008). L'únic poble de l'illa és Wyk, a la costa sud oriental, que és un balneari popular. A més hi ha setze petits llogarets que es distribueixen entre onze municipis. Formen part de l'Amt Föhr-Amrum: 
- Alkersum (Fering: Aalkersem)
- Borgsum (Borigsem)
- Dunsum (Dunsem), inclosos Gran i Petit Dunsum
- Midlum (Madlem)
- Nordseebad Nieblum (Njiblem) amb el veí Goting (Guating)
- Oevenum (Ööwnem)
- Oldsum (Olersem) els districtes de Toftum (Taftem) i Klintum (Klantem)
- Süderende (Söleraanj)
- Nordseebad Utersum (Ödersem) amb el veïnatge de Hedehusum (Hedehüsem)
- Witsum (Wiisem)
- Wrixum (Wraksem)

## Idioma
Una part important de la població a l'oest de l'illa parla, a més de l'alemany, una varietat local de frisó septentrional conegut com a Fering o Föhring. El fering es divideix en els dialectes de Westerland i Osterland, les meitats occidental i oriental de l'illa, respectivament. A Osterland el baix alemany és més parlat que el fering, i a Wyk auf Föhr la llengua tradicional és l'alemany estàndard.
El nom Föhr és en part una derivació de feer que en frisó vol dir verd. Avui en dia es pensa que el nom es deriva de l'alemany fahren, viatjar, navegar.

## Història
L'illa ja fou habitada en el Neolític. Quan els frisons colonitzaren l'àrea de Nordfriesland moderna durant el segle vii, els primers assentaments es van erigir sobre Föhr, d'acord amb les troballes arqueològiques. L'antiga illa escassament habitada fou testimoni d'un fort augment de la població. Una quantitat bastant gran de joieria procedents d'Escandinàvia trobada en tombes d'aleshores mostra una connexió viva amb el nord d'Europa. De l'edat dels Vikings i ha parets d'anell, com la de Lembecksburg.
El "Llibre de la Terra" del rei Valdemar II de Dinamarca parla de dos Harden a Föhr, subdivisions territorials de l'època. El Westerharde fou sovint refugi d'un pirata al servei del danesos. [4] El 1368 la Westerharde, que també va incloure Amrum, va ser transferit als comtes de Holstein sota la supervisió de la cavaller Klaus Lembeck, bailiff de Ribe. El 1400 la Harde es va lliurar a la reina Margarida I de Dinamarca i es va mantenir dins del comtat de Ribe. Fins a 1864 la part occidental de Föhr, juntament amb Amrum, pertanyia als enclavaments danesos de Frísia Septentrional, mentre Osterland i Wyk pertanyien al Ducat de Slesvig des que s'havia separat del Regne danès a la dècada de 1420. Juntament amb el Wiedingharde, el Bökingharde, l'illa de Strand i Sylt, Osterland va signar el 1426 va signar el "Pacte de les Set Centenars" (alemany: Siebenhardenbeliebung) amb el duc de Slesvig Enric IV, que va declarar que els Centenars mantindrien la seva autonomia judicial.
En 1523, els aiguamolls del nord de Föhr es guanyaren al mar pels dics i es guanyaren 22 d'hectàrees de noves terres de cultiu. Entre 1526 i 1530 es va introduir la Reforma protestant de confessió luterana
La caça de balenes provocà l'Edat d'Or de Föhr. Durant els segles xvii i XVIII molts vaixells baleners neerlandesos i anglesos vaixells reclutaven la tripulació entre els frisons de les illes. A finals del segle xviii mil mariners, 150 comandants, entre ells, estaven vivint a Föhr. Encara avui en dia les cases preciosament decorat dels comandants es poden veure a Nieblum i Süderende. Les anomenades "làpides parlants" als cementiris de les tres esglésies de Föhr en donen compte. No obstant això, amb el declivi de les poblacions de balenes el poble de Föhr es va centrar en l'agricultura de nou.
Després de 1842, quan el rei Cristià VIII de Dinamarca va triar Föhr va triar com la seva residència d'estiu, l'illa es va fer popular com un centre turístic.
Els tres llogarets d'Utersum, Witsum i Hedehusum van ser els únics en votar a favor de Dinamarca a la Zona II dels plebiscits de Slesvig el 1920; no obstant això, ja no es troba a la frontera es van quedar amb Alemanya.